# Vävsked

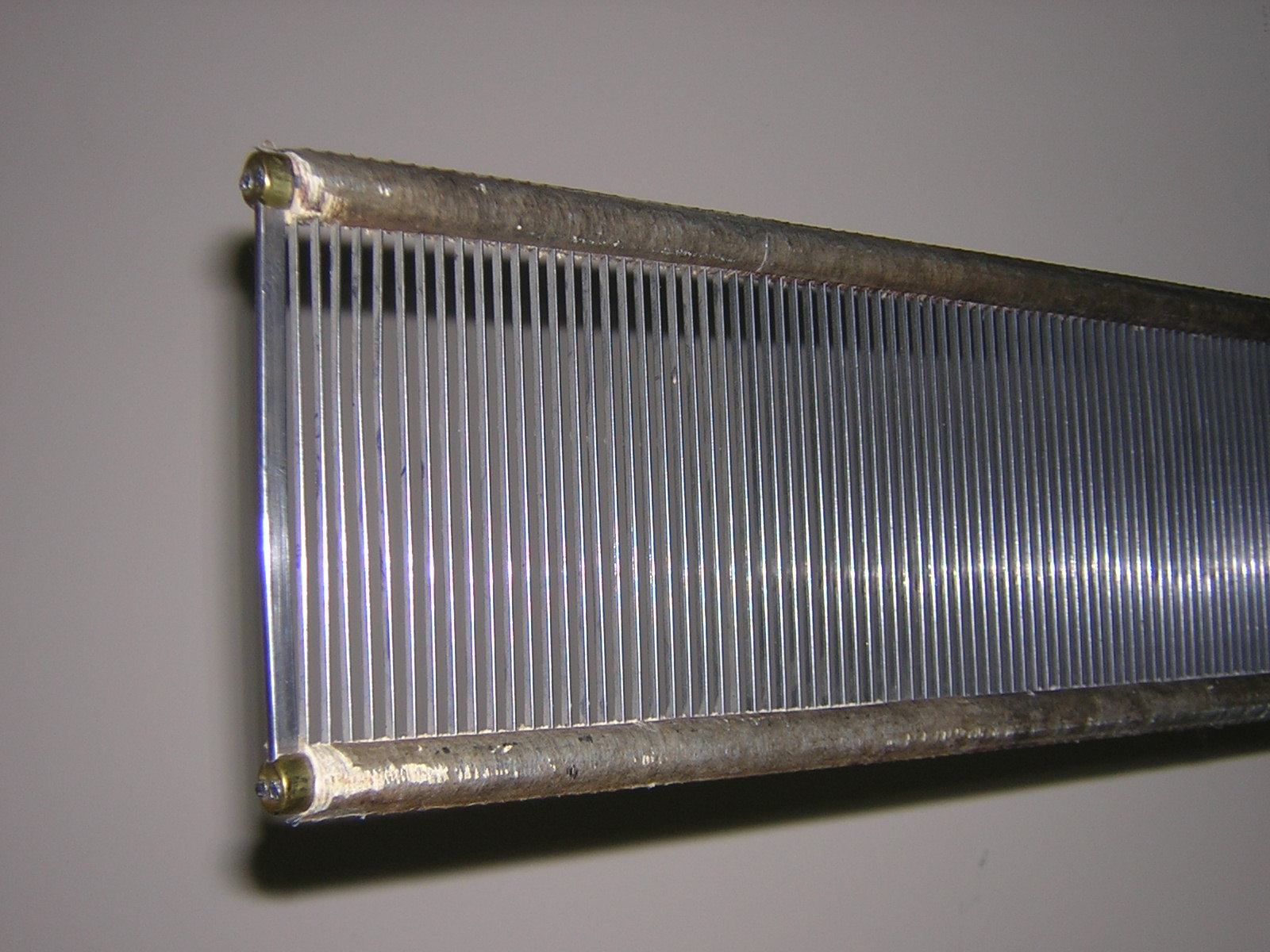
Änden på en vävsked

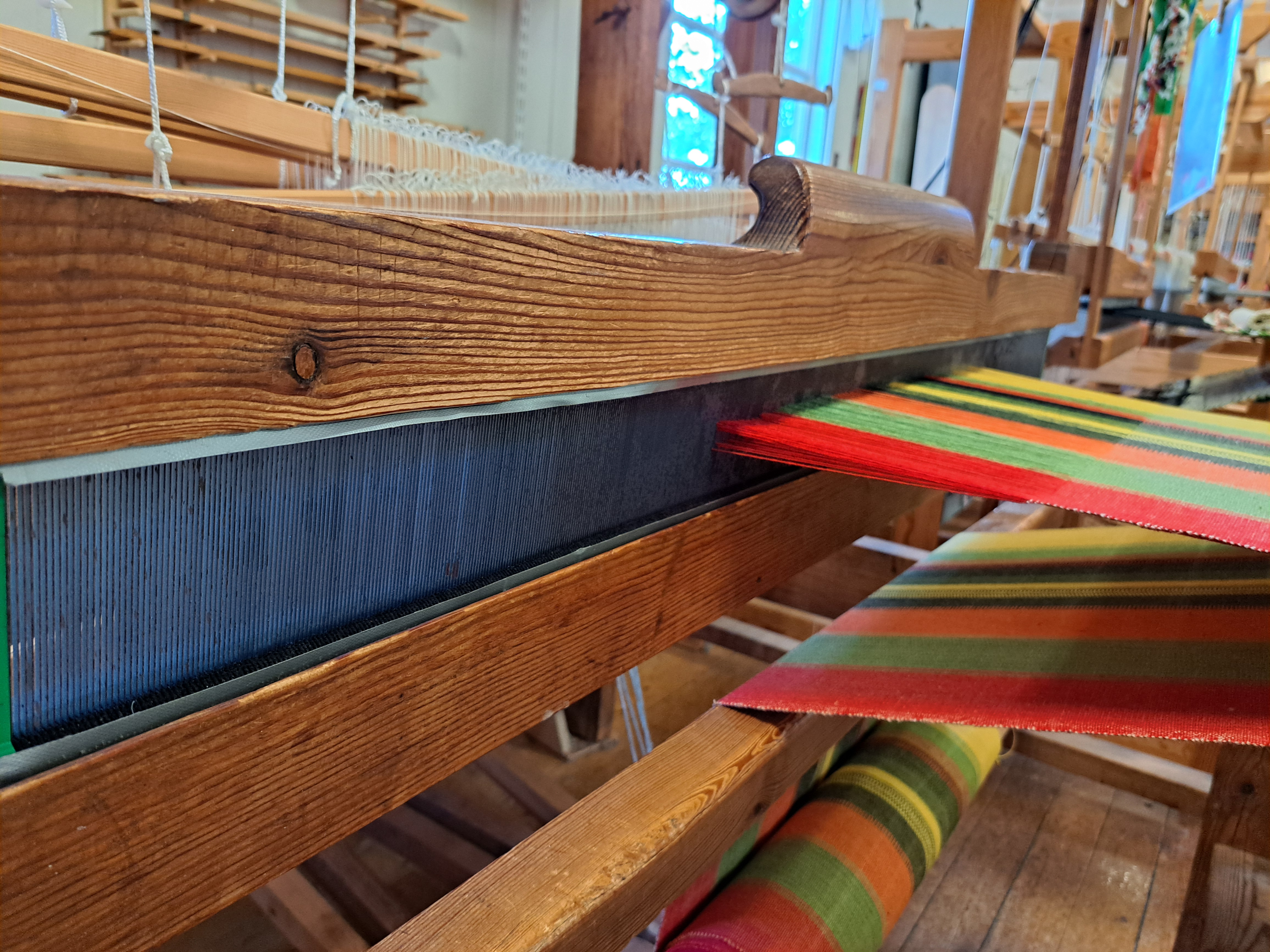
Här syns hur varpen löper genom vävskeden som kontrollerar trådarnas täthet och tygets bredd.

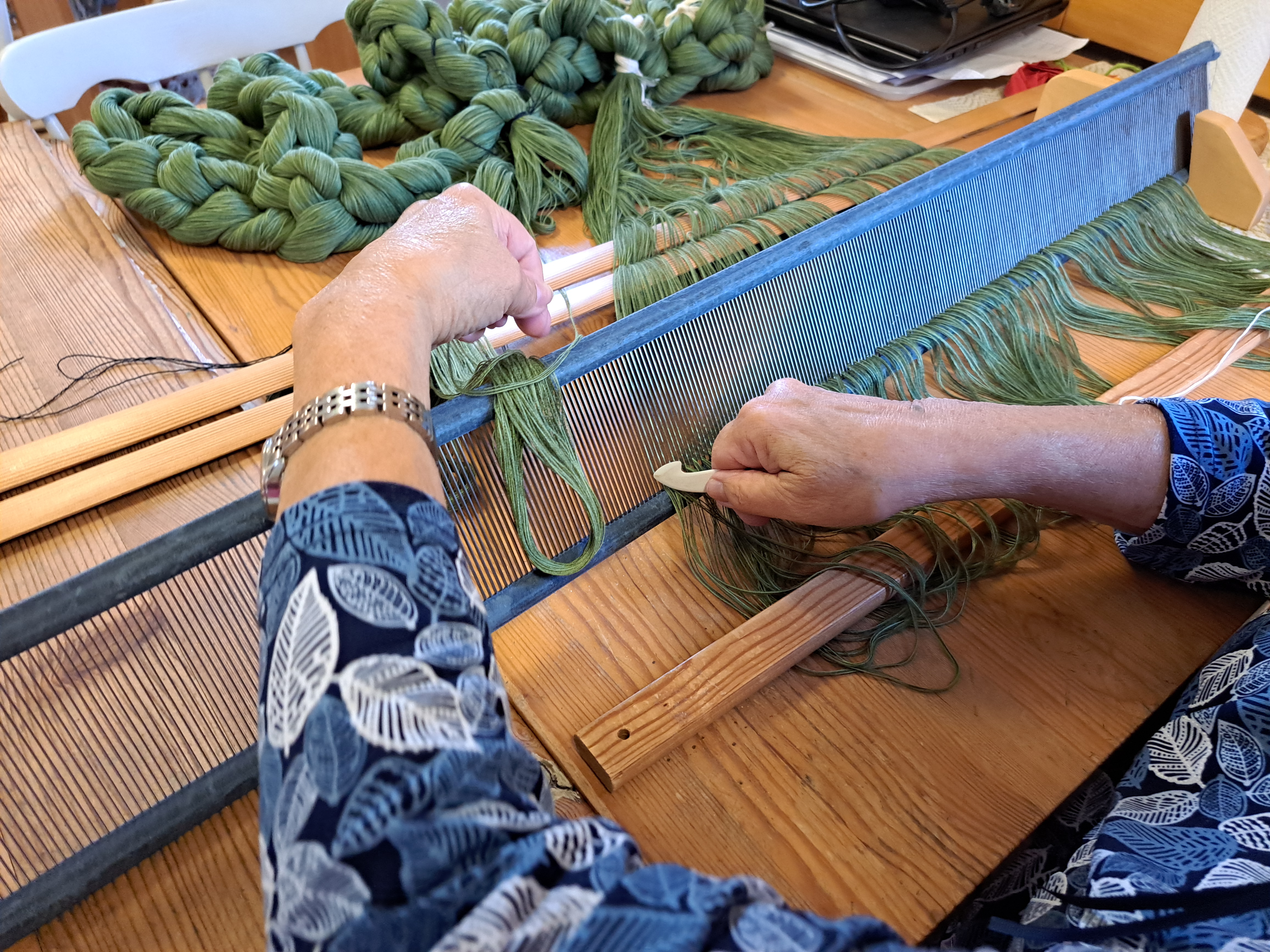
Här förskedas en varp med skedkrok i plast.

Vävsked (även ritt eller vävkam) är det kamliknande redskap, som placeras i vävstolens slagbom, genom vilken varpens trådar träs med hjälp av en skedkrok, för att det ska bli rätt mellanrum mellan trådarna i väven. Skeden brukar klassificeras i ett talsystem, som anger lamelltätheten. Vävskeden kontrollerar därmed hur brett det färdiga tyget blir. Vävskeden packar inslaget olika hårt genom att vävaren varierar kraften i handrörelsen vid manövrerandet av slagbommen.

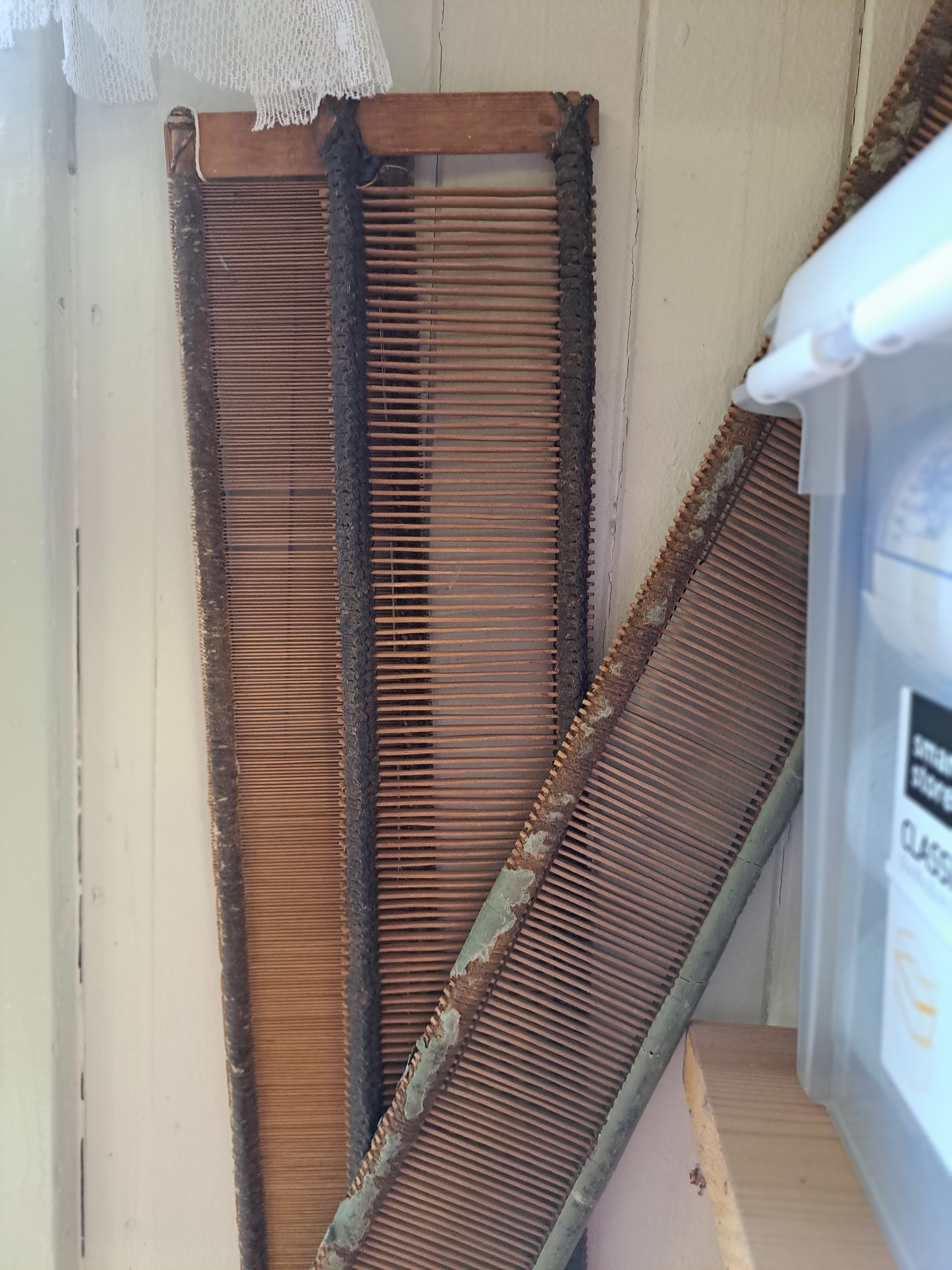
Här är gamla vävskedar i trä

## Funktion
Tätheten i väven regleras av antalet rör per centimeter i vävskeden och antal trådar i rören. Det traditionella nummer som anger tätheten på gamla (importerade?) vävskedar avser antalet lameller per 2 (!) inch (obs, inte verktum). Varför man som måttstock valt 2 och inte 1 inch, som förefaller naturligare,  är oklart.
En vävsked där lamellerna blir slitna eller bågnar av att någon vävt med för mycket indrag i kanterna orsakar att de följande vävarna kan få glipor i varptrådarna som är fullt synliga. Både lameller och varptrådar i kanten på varje väv utsätts för hårdaste slitaget om vävaren drar åt inslaget för hårt så att bredden på väven minskar. För att motverka problemet används vävspännare. 
Valet av vävsked påverkas av både av vad det är du ska väva och av vilket garn du väljer, dess kvalitet och grovlek.  Innan du kan börja väva kommer du behöva två olika vävskedar. En för förskedning som kontrollerar varpens bredd på bommen och sedan en, i regel tätare sked, då varpen är pådragen och solvad.  
Vid vävning med lingarn händer att varpen behöver blötas upp eller "klistras" med ett linfröavkok, för att inte gå av. Det är angeläget att vävskeden inte utsätts för duschningen eller fuktig varp mer än nödvändigt, eftersom rostiga lameller ofelbart lämnar spår efter sig i väven vid nästkommande tillfälle.

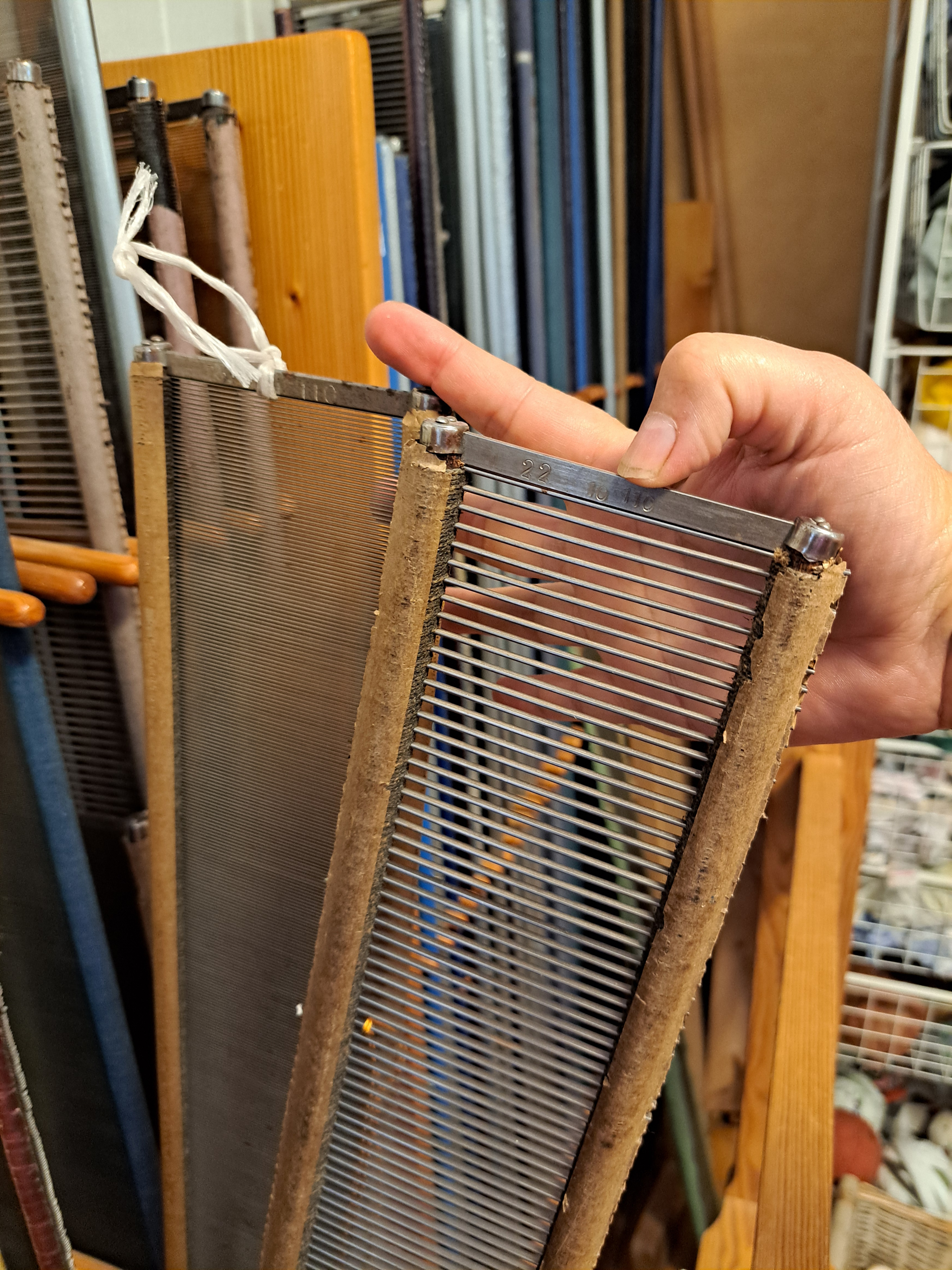
Vävskedar kan vara väldigt olika täta beroende på vad som ska vävas.

Rost på vävskeden avlägsnas med hjälp av fotogen och sandpapper.

## Historik
I fornsvenskan skrevs ordet väfskedh och är belagt före 1520. Vävskedar tillverkades redan på 1700-talets förra hälft i Älvdalen, Dalarna och tillverkningen i Markaryd tog fart under 1700-talets senare tid, under 1800-talets andra hälft var vävskedsmakeri den huvudsakliga inkomstkällan för bygden.
Vävskedsmakaren åkte runt bland gårdarna med sina redskap för tillverkningen. Då användes tunna träspjälor som lameller för att åstadkomma de rör som varpen träs genom. Även bambu har förekommit, som har fördelen att vara både starkt och glatt, alltså skonsamt för varpen och lättsamt för vävaren (låg friktion). Idag används stål, och de enda kvarvarande produktionerna i Sverige sker i Dalsjöfors och i Oxberg utanför Mora, sedan produktionen upphörde i Markaryd 2004.

## Olika ord
Ordet vävsked torde kunna härledas till tyska ordet scheiden, skilja, särskilja. Jämför skedvatten.
I amerikansk vävlitteratur anges ofta varptrådarnas täthet i måttet epi. Detta ska tolkas som Ends Per Inch där man med end menar en varptråd, en trådända. Inslagets (väftens) täthet anges med ppi vilket ska tolkas som "antal Picks Per Inch,"  där pick betyder en inslagstråd.
En av de faktorer, som bestämmer vävens karaktär är förhållandet mellan varpens täthet och inslagets täthet. Kvoten epi/ppi kallas sett.